# Прауд, Тед
Эдвард Уилфрид Баксби (Тед) Прауд (англ. Edward Wilfrid Baxby (Ted) Proud, 18 апреля 1930 — 6 февраля 2017) — английский историк почты, филателистический писатель и филателистический дилер, в 2008 году удостоенный чести поставить свою подпись в «Списке выдающихся филателистов».

## Вклад в филателию
15 сентября 1961 года он учредил в Хитфилде (Восточный Суссекс) компанию Proud-Bailey Company Limited. С ее помощью он издал справочники об истории почты более 80 разных британских колоний, с иллюстрациями более 50 тысяч почтовых штемпелей.
Работал в комитете Международной федерации ассоциаций филателистических дилеров (International Federation of Stamp Dealers Associations) и был её президентом. Также содействовал проведению выставок почтовой истории в Лондоне и Нью-Йорке и в 1972 году выступил учредителем филателистического журнала «Postal History International» («Международная почтовая история»; выходил с февраля 1972 по июнь 1980 года).
Сформировал различные коллекции в поддержку своих публикаций, включая, например, одно из последних его исследований — о почте британских войск во время Второй мировой войны.
Фирма Proud-Bailey стала крупным дилером в области истории почты. В марте 1987 года продал фирму компании Stanley Gibbons. В результате сделки он стал одним из заместителей председателя компании Stanley Gibbons. Сумма сделки купли-продажи составила 1,6 млн фунтов стерлингов, на эту сумму было выпущено 13 миллионов новых обыкновенных 10-пенсовых акций в компании Stanley Gibbons по 12,25 пенса за каждую акцию.
Входил в совет британского Общества филателистических торговцев. В последние годы жизни был избран членом Американского филателистического общества.

## Почётные звания и награды
- Золотая медаль за экспонат о почтовых марках Адена на филателистической выставке «Espana 2004» и выставил экспонат «India used in Malaya» («Почтовые марки Индии в обращении в Малайе») в Зале почёта (Court of Honour) в Сингапуре[1][6][7].
- Награда Итальянской ассоциации почтовой истории (итал. Associazione Italiana di Storia Postale) за его вклад в развитие филателии и истории почты[6][7].
- Кубок Уэбба (англ. Webb Cup) (2005) — награда Кружка изучения почтовых марок Гонконга[англ.] за книгу «The Postal History of Hong Kong 1841—1997» («История почты Гонконга (1841—1997)»)[10].
- В 2008 году он был удостоен чести поставить свою подпись в «Списке выдающихся филателистов»[1][4].

## Семья
- Жена — Ульрика Каролина Прауд (Ulrike Karoline Proud; род. декабрь 1939). Секретарь и директор компании Proud-Bailey Company Limited[2].
- Сыновья:
  - Кристофер Уилфред Фредрик Прауд (Christopher Wilfred Fredrick Proud; род. июль 1965). Занимается частной предпринимательской деятельностью в области финансов и недвижимости[11].
  - Александер Эдвард Уилфред Фредрик Прауд (Alexander Edward Wilfred Proud; род. сентябрь 1969). Занимается частной предпринимательской деятельностью[12].

## Избранные труды
- The Postal History of British Palestine 1918—1948. — 1985. — ISBN 1-872465-05-6. (англ.) [История почты Британской Палестины (1918—1948).]
- The Postal History of British Borneo. — 1987. — ISBN 1-872465-01-3. (англ.) [История почты Британского Борнео.]
- British Post Offices in the Far East. — 1992. — ISBN 1-872465-09-9. (англ.) [Британская почта на Дальнем Востоке.]
- The Postal History of Kenya. — 1992. — ISBN 1-872465-12-9. (англ.) [История почты Кении.]
- The Postal History of Nigeria. — 1995. — ISBN 1-872465-17-X. (англ.) [История почты Нигерии.]
- The Postal History of Gold Coast. — 1995. — ISBN 1-872465-16-1. (англ.) [История почты Золотого Берега.]
- The Postal History of Basutoland and Bechuanaland Protectorate. — 1996. — ISBN 1-872465-11-0. (англ.) [История почты Басутоленда и протектората Бечуаналенд.]
- The Postal History of Northern Rhodesia. — 1997. — ISBN 1-872465-21-8. (англ.) [История почты Северной Родезии.]
- The Postal History of Southern Rhodesia. — 1997. — ISBN 1-872465-22-6. (англ.) [История почты Южной Родезии.]
- The Postal History of British Honduras. — 1999. — ISBN 1-872465-27-7. (англ.) [История почты Британского Гондураса.]
- The Postal History of British Guiana. — 2000. — ISBN 1-872465-26-9. (англ.) [История почты Британской Гвианы.]
- The Postal History of Ascension, St Helena and Tristan Da Cunha. — 2005. — ISBN 1-872465-33-1. (англ.) [История почты островов Вознесения, Святой Елены и Тристан-да-Кунья.]
- The Postal History of Aden and Somaliland Protectorate. — 2005. — ISBN 1-872465-41-2. (англ.) [История почты Адена и протектората Сомалиленд; новое издание.]